# Nikki Newman
Nikki Newman este un personaj fictiv din filmul Tânăr și neliniștit, interpretată de Melody Thomas Scott începând cu 1979. Ea este  soția lui Victor Newman, mama lui Nick Newman și a Victoriei Newman, bună prietenă cu Katherine Chancellor și veche inamică cu Jill Fenmore, Diane Jenkins, Sharon și Phyllis Summers.

## Copii
- Victoria Newman (fiică, împreună cu Victor)
- Nicholas "Nick" Newman( fiu, împreună cu Victor)
- Dylan McAvoy (fiu împreună cu Paul Williams)

## Căsătorii
- Greg Foster (divorțată, 1979-1981)
- Kevin Bancroft (divorțată, 1982-1983)
- Tony DiSalvo (văduvă, 1983)
- Victor Newman, Sr. (divorțată,1984-1988 ,1998-1999, 2002-2008, căsătorită, 2013-prezent)
- John "Jack" Abbott, Jr. (căsătorită, 1990-1992, 2012)
- Joshua Landers (nevalidată, 1996-1998)
- David Chow (văduvă; 2008)
- Deacon Sharpe (nevalidată, 2011-2012)